# 2018年平昌オリンピックのベラルーシ選手団
2018年平昌オリンピックのベラルーシ選手団（2018ねんピョンチャンオリンピックのベラルーシせんしゅだん）は、2018年2月9日から25日まで大韓民国江原道平昌で開催された2018年平昌オリンピックのベラルーシ選手団の名簿、及びその競技結果。

## 選手団
- 人員: 選手 33人
- 開会式旗手: アラ・ツーペル

## メダル獲得者
| メダル   | 名前                                                                                  | 競技                 | 種目                   | 日付（現地） |
| -------- | ------------------------------------------------------------------------------------- | -------------------- | ---------------------- | ------------ |
| 金メダル | ハンナ・フスコワ                                                                      | フリースタイルスキー | 女子エアリアル         | 2/16         |
| 金メダル | ナデジダ・スカルディノ イリナ・クリューコ ディナラ・アリムベコワ ダリア・ドムラチェワ | バイアスロン         | 女子4×6kmリレー        | 2/22         |
| 銀メダル | ダリア・ドムラチェワ                                                                  | バイアスロン         | 女子12.5kmマススタート | 2/17         |

## 種目別選手・スタッフ名簿及び成績

### アルペンスキー
- ユーリ・ダニロッチキン
  - （男子滑降）1:45.86、44位
  - （男子大回転）2:36.89、54位
  - （男子回転）1:52.15、33位
  - （男子スーパー大回転）1:30.13、42位
  - （男子アルペン複合）2:18.72、34位
- マリア・シュカノワ
  - （女子大回転）2:32.33、38位
  - （女子回転）1:44.21、28位
  - （女子スーパー大回転）

### バイアスロン
- ウラジーミル・チャペリン
  - （男子10kmスプリント）25:04.8、34位
  - （男子12.5kmパシュート）37:04.6、36位
  - （男子20km個人）51:27.9、30位
- セルゲイ・ボチャルニコフ
  - （男子10kmスプリント）25:20.9、42位
  - （男子12.5kmパシュート）37:15.6、37位
  - （男子20km個人）50:25.3、18位
- マキシム・ヴァラビー（男子20km個人）52:01.3、39位
- ラマン・ヤリオトナウ
  - （男子10kmスプリント）26:12.6、71位
  - （男子20km個人）52:57.6、52位
- アントン・スモルスキー
  - （男子10kmスプリント）25:05.9、35位
  - （男子12.5kmパシュート）36:44.1、33位
- ダリア・ドムラチェワ
  - （女子7.5kmスプリント）21:52.4、9位
  - （女子10kmパシュート）34:26.8、37位
  - （女子15km個人）44:57.8、27位
  - （女子12.5kmマススタート）35:41.8  銀メダル
- ナデジダ・スカルディノ
  - （女子7.5kmスプリント）23:07.8、36位
  - （女子10kmパシュート）32:42.7、14位
  - （女子15km個人）43:40.2、10位
  - （女子12.5kmマススタート）36:10.9、7位
- イリナ・クリューコ
  - （女子7.5kmスプリント）22:17.4、17位
  - （女子10kmパシュート）32:54.0、17位
  - （女子15km個人）45:26.0、36位
  - （女子12.5kmマススタート）39:04.0、26位
- ナゼヤ・ピサラワ
  - （女子7.5kmスプリント）23:29.1、52位
  - （女子10kmパシュート）35:10.3、44位
- ディナラ・アリムベコワ（女子15km個人）47:04.0、56位
- 男子リレー 1:20:06.0、8位

- セルゲイ・ボチャルニコフ、ウラジーミル・チャペリン、アントン・スモルスキー、ラマン・ヤリオトナウ
- 女子リレー 1:12:03.4  金メダル

- ナデジダ・スカルディノ、イリナ・クリューコ、ディナラ・アリムベコワ、ダリア・ドムラチェワ
- 混合リレー 1:09:29.8、5位

- セルゲイ・ボチャルニコフ、ウラジーミル・チャペリン、ダリア・ドムラチェワ、ナデジダ・スカルディノ

### クロスカントリースキー
- ユーリー・アスタペンカ
  - （男子15kmフリー）37:04.0、55位
  - （男子30kmスキーアスロン）1:23:12.5、50位
- シャルゲイ・ドリドヴィッチ（男子30kmスキーアスロン）途中棄権
- ミハイル・セメノフ
  - （男子15kmフリー）36:25.8、40位
  - （男子30kmスキーアスロン）1:21:12.0、44位
  - （男子50kmクラシカル）2:22:51.2、44位
- アレクサンドル・ボラナウ
  - （男子15kmフリー）38:05.5、73位
  - （男子スプリント）3:14.95 準々決勝敗退
- ヴァリャンツィナ・カミンスカヤ
  - （女子10kmフリー）30:01.6、70位
  - （女子30kmクラシカル）1:42:27.6、45位
  - （女子スプリント）3:32.80 予選敗退
- アナスタシア・キリロワ（女子スプリント）3:28.98 予選敗退
- ポリーナ・セロノソワ
  - （女子10kmフリー）28:22.8、48位
  - （女子15kmスキーアスロン）45:34.9、46位
  - （女子30kmクラシカル）1:39:36.0、40位
  - （女子スプリント）3:29.44 予選敗退
- ユリア・ティホノワ
  - （女子10kmフリー）28:07.0、40位
  - （女子15kmスキーアスロン）44:57.1、42位
  - （女子30kmクラシカル）途中棄権
  - （女子スプリント）3:27.19 予選敗退
- 女子20kmリレー 57:56.1、14位

- ヴァリャンツィナ・カミンスカヤ、アナスタシア・キリロワ、ポリーナ・セロノソワ、ユリア・ティホノワ
- 男子スプリント団体 16:32.31 予選敗退

- ユーリー・アスタペンカ、ミハイル・セメノフ
- 女子スプリント団体 17:33.63 予選敗退

- ポリーナ・セロノソワ、ユリア・ティホノワ

### フリースタイルスキー
- マキシム・グスティク（男子エアリアル）89.14 予選敗退
- スタニスラウ・フラドチェンコ（男子エアリアル）92.61、6位
- アントン・クシュニール（男子エアリアル）121.27 予選敗退
- ハンナ・フスコワ（女子エアリアル）96.14  金メダル
- アリャクサンドラ・ラマノフスカヤ（女子エアリアル）83.65 予選敗退
- アラ・ツーペル（女子エアリアル）59.94、4位

### ショートトラックスピードスケート
- マキシム・セルゲエウ（男子1500m）2:15.242 予選敗退

### スピードスケート
- イグナト・ゴロワチュク
  - （男子500m）35.23、22位
  - （男子1000m）1:10.140、28位
- ヴィタリ・ミハイラウ（男子マススタート）7位
- タチアナ・ミハイラワ（女子1000m）予選敗退
- クセニヤ・サドフスカヤ（女子500m）39.64、30位
- マリナ・ズエワ
  - （女子1500m）失格
  - （女子3000m）4:05.96、11位
  - （女子5000m）7:04.41、7位
  - （女子マススタート）6位